# 明峰站

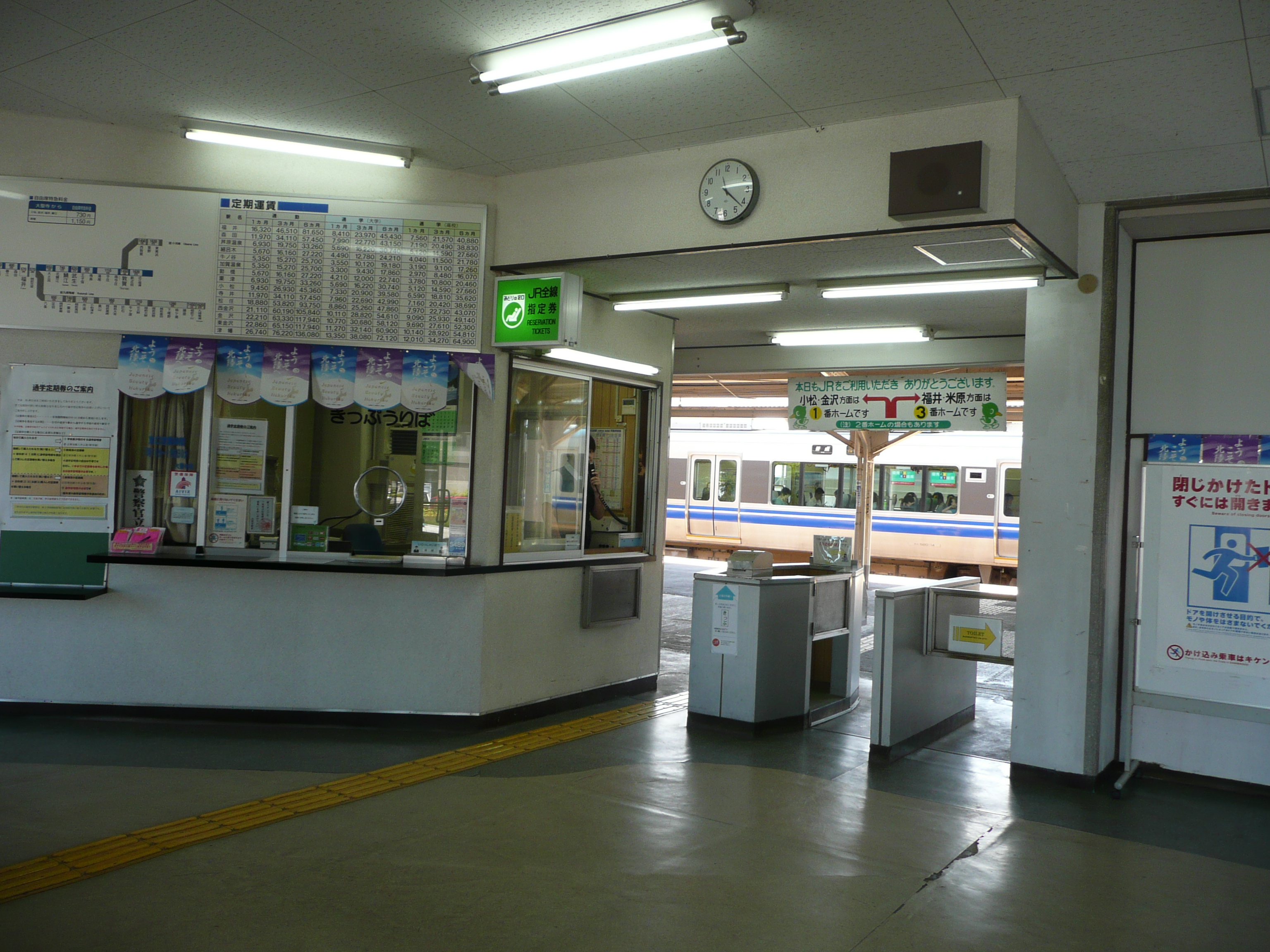
閘口

明峰站（日语：／ Meihō eki */?）是位於石川縣小松市松梨町甲77番，IR石川鐵道（JR西日本）的IR石川鐵道線車站。

## 歷史
- 1988年（昭和63年）10月1日：在周邊居民長年要求下建設此站並啟用[1]。
- 2017年（平成29年）4月15日 - 此站可以使用ICOCA[2][3]。
- 2024年（令和6年）3月16日 - 隨北陸新幹線延伸至敦賀，車站改由IR石川鐵道營運。

## 車站構造

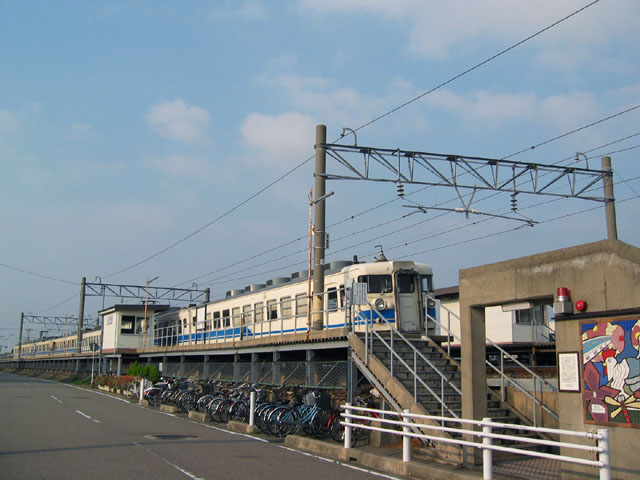
車站全景

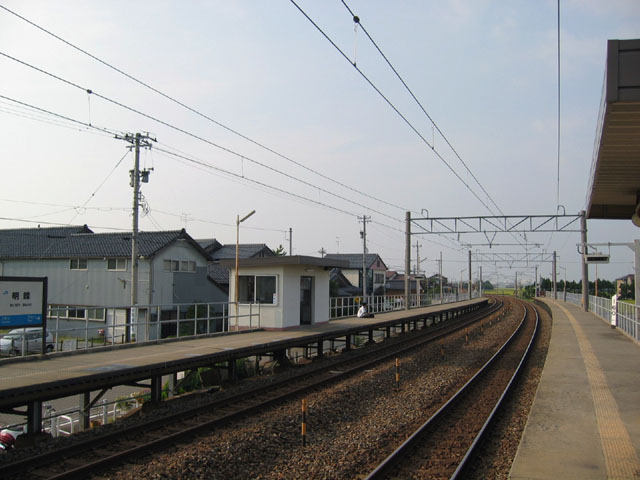
月台（2005年8月）

車站是一座地面車站，設有2面2線的相對式月台。由於此站沒有轉轍器或絶對信號機，因此此站被分類為停留所。
車站沒有車站大樓，各月台上設有候車室。另外，月台是由鋼筋和混凝土板組合而成，為一個簡單的構造。上下行月台之間設有行人隧道橫過。
此站是由小松站管理的無人車站。自動售票機位於下行線候車室內。

### 月台
| 月台 | 路線          | 上下行 | 方向           |
| ---- | ------------- | ------ | -------------- |
| 1    | ■IR石川鐵道線 | 上行   | 小松、福井方向 |
| 2    | ■IR石川鐵道線 | 下行   | 金澤方向       |

在2018年後，此站開始編排月台編號。上行線為1號月台。

## 使用狀況
根據「小松市統計書」，以下列出近年1日平均乘車人次：
| 年度   | 1日平均 乘車人次 |
| ------ | ---------------- |
| 1995年 | 395              |
| 1996年 | 390              |
| 1997年 | 399              |
| 1998年 | 374              |
| 1999年 | 357              |
| 2000年 | 341              |
| 2001年 | 330              |
| 2002年 | 350              |
| 2003年 | 362              |
| 2004年 | 375              |
| 2005年 | 355              |
| 2006年 | 359              |
| 2007年 | 360              |
| 2008年 | 364              |
| 2009年 | 372              |
| 2010年 | 414              |
| 2011年 | 423              |
| 2012年 | 442              |
| 2013年 | 451              |
| 2014年 | 433              |
| 2015年 | 486              |
| 2016年 | 527              |
| 2017年 | 518              |
| 2018年 | 531              |

## 車站周邊
車站東出口設有市營停車場。車站東西出口均設有私人月租停車場。
- 石川縣立小松北高等學校（日语：石川県立小松北高等学校）
- 石川縣立小松明峰高等學校（日语：石川県立小松明峰高等学校）
- 小松市立犬丸小學
- 小松市立板津中學（日语：小松市立板津中学校）
- AEON小松店（日语：イオン小松店）
- 小松長田郵局

## 巴士路線
在站前沒有巴士站。最近車站的巴士站是在此站向南比行4分鐘的小松巴士寺井線板津中學校前巴士站。
- 小松站－板津中學校前－寺井－寺井史蹟公園

## 相鄰車站
IR石川鐵道
■IR石川鐵道線
小松－明峰－能美根上

## 註腳
1. 1 2 3  . 交通新聞 (交通新聞社). 1996-11-11: 2 （日语）.
2. ↑   (PDF) (新闻稿). 西日本旅客鉄道／IRいしかわ鉄道／あいの風とやま鉄道. 2017-01-31  [2020-02-01]. （原始内容 (PDF)存档于2019-05-25） （日语）.
3. ↑   (PDF) (新闻稿). あいの風とやま鉄道. 2017-01-31  [2020-02-01]. （原始内容 (PDF)存档于2019-05-25） （日语）.

## 外部連結
- 明峰站 - IR石川鐵道 （页面存档备份，存于）（日語）